# Valdostaine pie noire
La valdostaine pie noire est une race bovine italienne.

## Origine
Elle appartient au rameau pie rouge des montagnes. Elle vient de la Vallée d'Aoste, dont elle tire son nom. Elle fait partie de la population originelle du rameau issu du sud est de l'arc alpin. Elle fait partie des races en danger d'extinction. Un livre généalogique a été ouvert en 1985. En 2002, le nombre d'animaux est de 1451, dont 37 taureaux reproducteurs.

## Morphologie
Sa robe est noire avec parfois une raie brune sur les lombaires. Elle ressemble beaucoup a l'Hérens, sa cousine suisse.
C'est une race lourde de taille moyenne. La vache pèse 500 kg pour 120 cm, le taureau 600 kg pour 130 cm. Elle présente une silhouette massive et musclée. Les cornes sont courtes et épaisses.

## Aptitudes
C'est une race classée mixte. Elle donne un lait riche en protéine, une carcasse bien conformée à la réforme et fait aussi la renommée de son éleveur lors des batailles de reines. 
C'est une race particulièrement bien adaptée à l'élevage alpin avec transhumance et été en plein air intégral à l'alpage au-delà de 2500 m parfois. Elle est une bonne marcheuse pour aller chercher les meilleures pâtures. Son pied est sûr sur les sentiers en mauvais état.